# القصيعة
القصيعة هي بلدة سعودية تقع جنوب غرب مدينة بريدة في منطقة القصيم، وتبعد عنها نحو 8 كيلومترات.
ونشأتها تعود إلى أواخر القرن الثاني عشر الهجري، وتحديدًا في حدود عام 1170 هـ. ويُنسب تأسيسها إلى عائلة الشبرمي من بني تميم، الذين يُعدون من أوائل من استوطنوا المنطقة وساهموا في تعميرها.

## سبب التسمية
سميت القصيعة تشبيهآ لها بالقاصعاء، وهي حفرة حجر اليربوع المُغطاة بشيء يسير من التراب، ذلك أن بلدة القصيعة قديمًا كان الماء فيها قريبًا جداً من سطح الأرض، وكان يكفي للوصول لمائها وإنباطه القليل من الحفر، بل قيل انها كانت فيها عيون كثيرة ولاتزال آثار المجاري المياه تشاهد في اماكن على عمق متر أو نحوة.

## آثار القصيعة
- بيت الشاعر محمد بن مناور.